# Charlotte Gyllenhammar

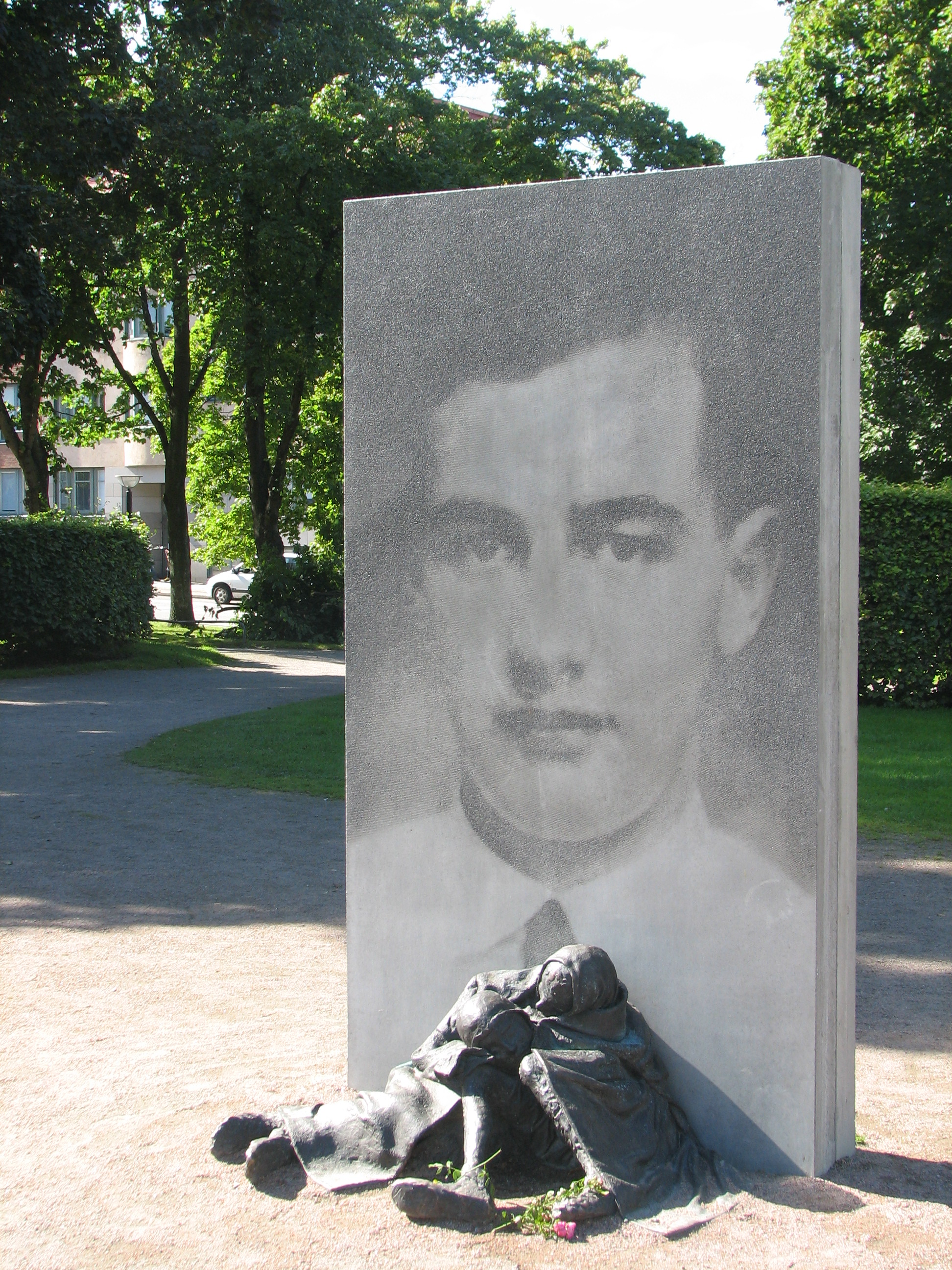
Minnesmärke - Raoul Wallenberg, vid Hagakyrkan i Göteborg.

Eva Charlotte Gyllenhammar, född 16 december 1963 i Lerums församling, är en svensk konstnär.

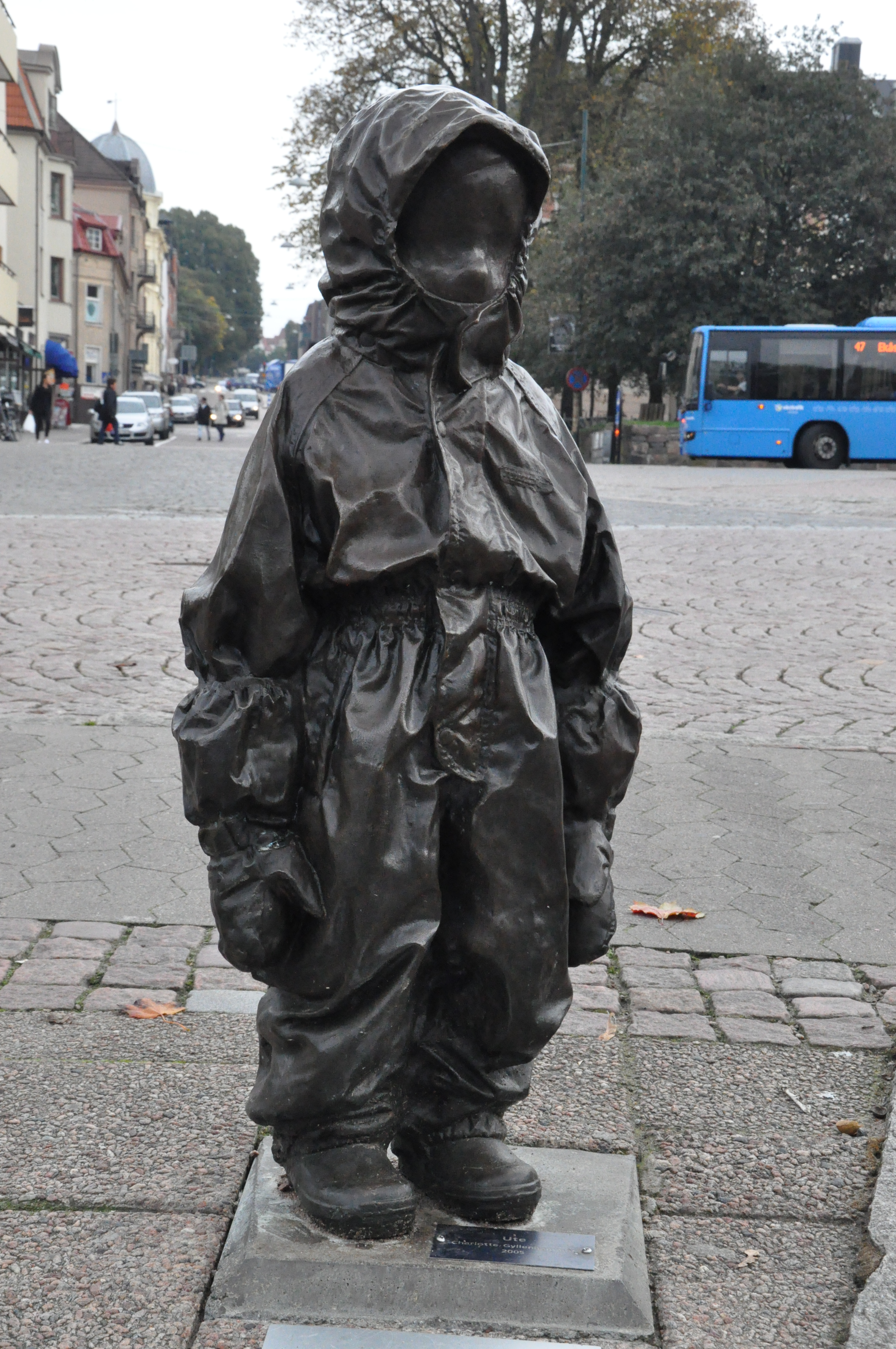
Ute, Borås

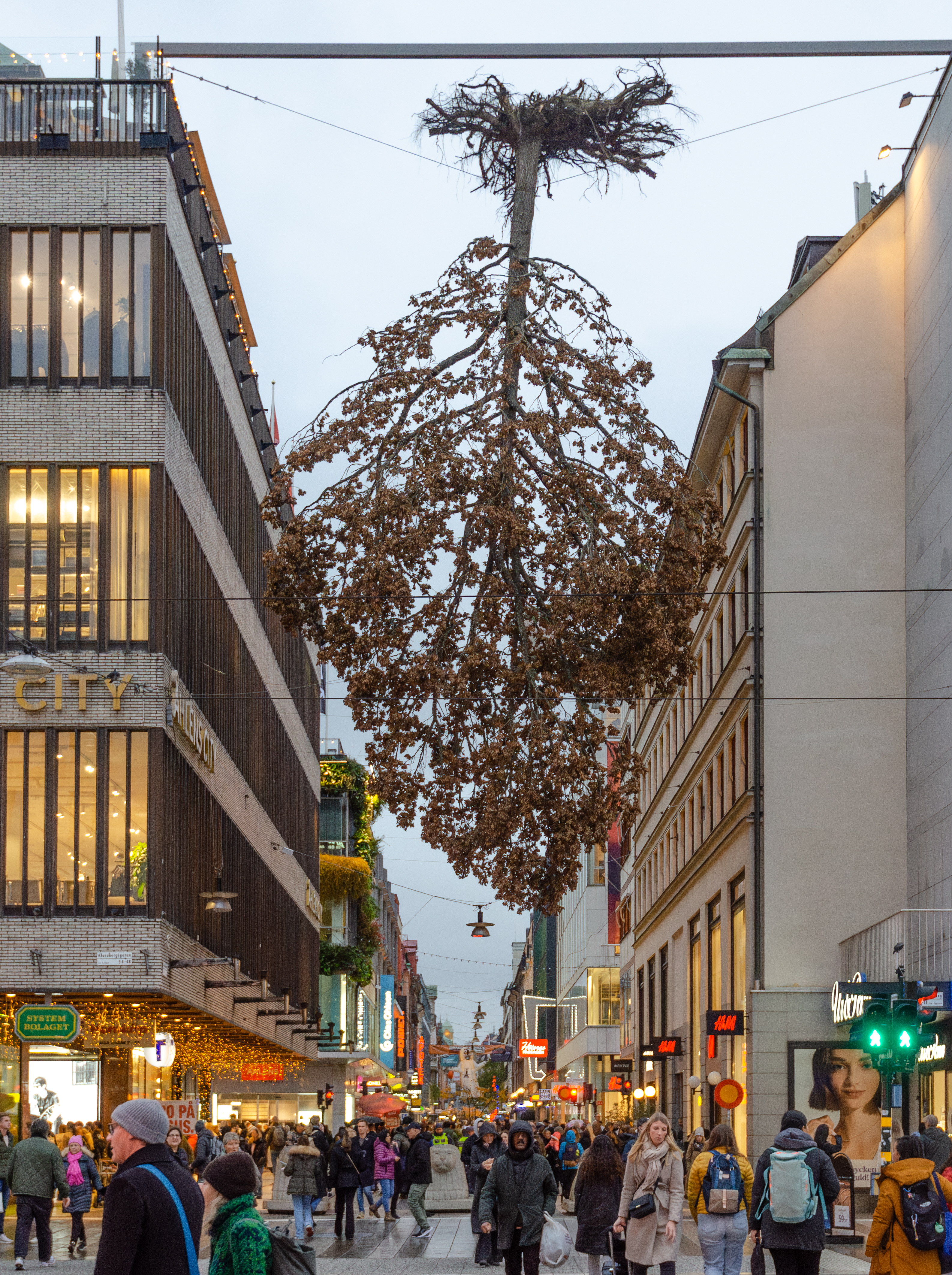
Konstverk ”Dö för dig/slå rot” på Drottninggatan/Sergels torg i Stockholm i oktober 2023.

## Biografi
Charlotte Gyllenhammar är dotter till Pehr och Christina Gyllenhammar och dotterdotter till Gunnar Engellau.
Gyllenhammar startade sin karriär som målare, men bytte efter sina avslutande studier vid the Royal College of Art i London (1990-1991) inriktning till skulptur och installation.
1995 utnämndes hon till professor vid Konsthögskolan i Malmö.
1993 slog hon igenom på den svenska konstscenen med en upp och nedvänd naken ek, svävande över Drottninggatan i centrala i Stockholm. Verket fick titeln Dö för dig, och fick en enorm uppmärksamhet. 2023 hade hon en uppföljning, Dö för dig/slå rot, denna gång med löven i behåll, ett vidare rotsystem och nästan fyra ton tung, dubbelt upp mot förra gången. Efter detta följde flera sviter bilder och installationer med perspektivomkastande ledmotiv. I hennes video- och fotografiserier av upp och nedhängda och, för nedanstående uppåtblickande besökare, utsatta kvinnor med titlarna Belle, Disobedience (från 1998 och 1997), Fall (1999), och den senare Hang (2006) är detta grepp tydligt. Hang består av både färg- och svartvita fotografier, och premiärvisades på Paris Photo 2006. Gyllenhammar representerade Sverige i den centrala utställningen med nordiskt tema.
I sin konstnärliga produktion har Gyllenhammar undersökt ämnen som identitet, gränsen mellan offentligt och privat, minnen, ofrihet och hotbilder. Hennes oeuvre karaktäriseras av känslighet och avvikande perspektiv. Skulpturala installationer inkluderar Svindel (2002), en storskalig installation; en framsprängd, upp och nedvänd kopia av hennes egen ateljé i Stockholm. Den underjordiska installationen har blivit ett permanent verk i Wanås skulpturpark. Gyllenhammar har sedan dess blivit benämnd som en av Sveriges mest framstående konstnärer. En omfattande utställning av hennes arbeten med titeln Privat Idiot visades på Kulturhuset i Stockholm år 2004, utställningen reste sedan vidare till Dunkers kulturhus i Helsingborg samt Borås konstmuseum. I samband med Privat Idiot publicerades också boken Charlotte Gyllenhammar. Ytterligare separatutställningar inkluderar Charlotte Gyllenhammar på Göteborgs konstmuseum 2015 och ett år senare den retrospektiva Natt på Fotografiska, Stockholms största samlingsplats för fotokonst. Därutöver har Gyllenhammar utfört en rad offentliga verk som Minnesmärke - Raoul Wallenberg (2007) i Göteborg och de monumentala verken Mother (2014), &Child (2016) uppförda i Hyllie, Malmö.
Gyllenhammars installation Wait, the Smallest of Us Is Dead visades på Glasstress, under 2011 års Venedigbiennal.
Gyllenhammar är representerad vid många stora nordiska, europeiska och nordamerikanska samlingar, bland annat Moderna Museet, Sverige; the National Museum of Women in the Arts, Washington, D.C., USA; och Kiasma, Finland.

## Utbildning
- Hovedskous målarskola i Göteborg, 1982-1983.
- Kungl. Konsthögskolan i Stockholm, 1983-1989.
- Royal College of Art i London, 1990-1991.

## Separatutställningar

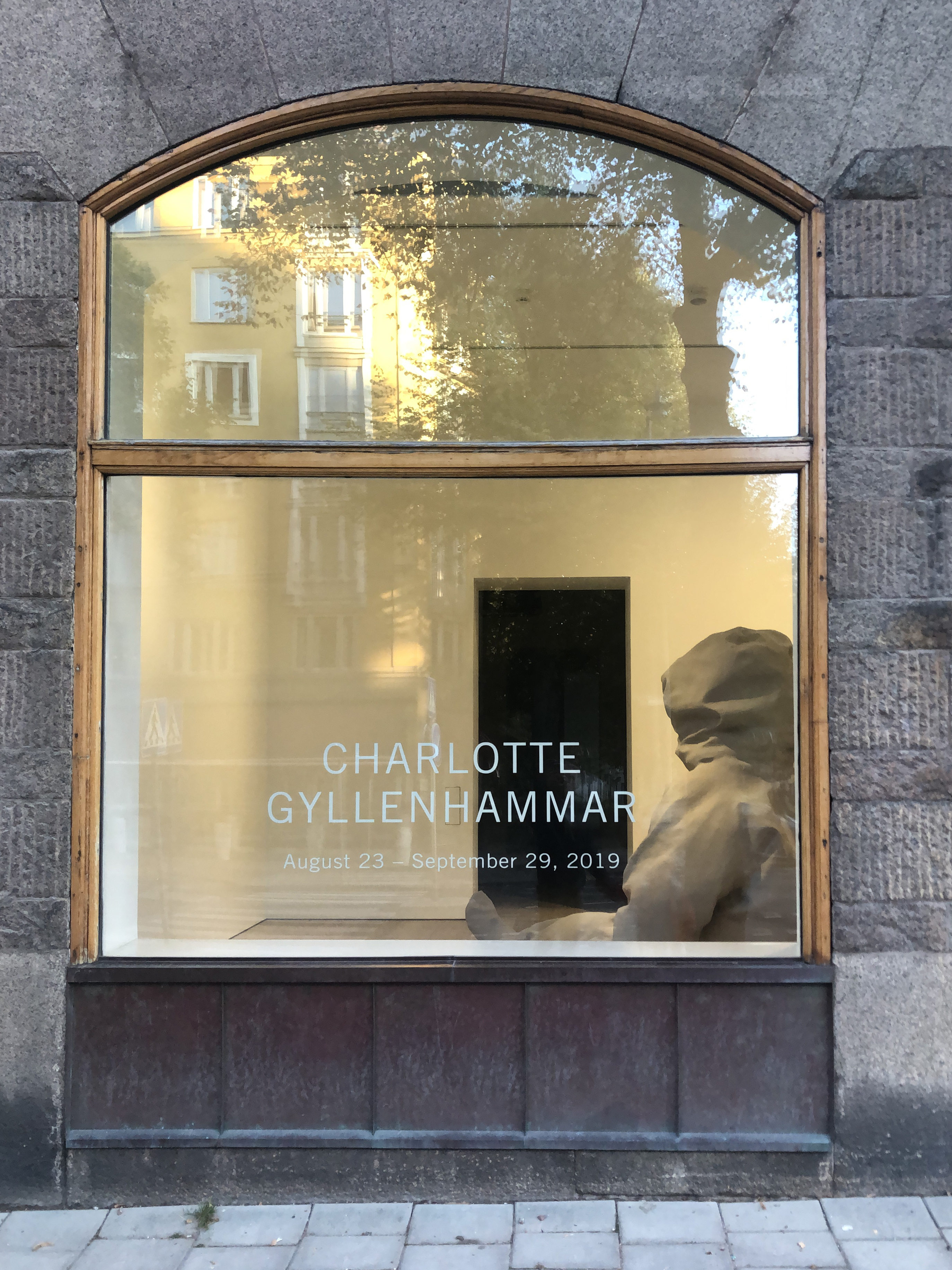
Utställning på Galerie Forsblom, 2019

- 1993 Haunted, Millesgården, Stockholm
- 1994 Self-Portrait, Mölndals konsthall, Göteborg
- 1996 The Unlikeness II, Maneten, Göteborg
- 1996 The Unlikeness, Galleri Charlotte Lund, Stockholm
- 1997 The Unlikeness II in Miniature, Arch Galleri, Kalmar
- 1997 Charlotte Gyllenhammar, Svenska Dagbladet Newspaper Internet Gallery, Stockholm
- 1998 Belle, Caisse des dépôts et consignations, Paris, Frankrike
- 1998 Disobedience, Galleri Rix, Linköping
- 1999 Belle, Millesgården, Stockholm
- 1999 Fall, Galleri Charlotte Lund, Stockholm
- 2001 Fall, Göteborgs konstmuseum, Göteborg
- 2003 The Spectators, Moderna Museet, Stockholm (Kurator: Cecilia Widenheim)
- 2003 Obstacles and Disguises, Galleri Charlotte Lund, Stockholm
- 2004 Privat Idiot, Kulturhuset, Stockholm (publicering av boken Charlotte Gyllenhammar (Carlsson bokförlag), Texter: Donna de Salvo och Håkan Nilsson) Årets Utställning
- 2005 Privat Idiot, Dunkers kulturhus, Helsingborg
- 2005 Privat Idiot, Borås konstmuseum, Borås
- 2006 Teckningar, Mårtenson & Persson Galleri, Torekov
- 2006 På Mattan (Artist of the Year), Märta Måås-Fjetterström, Båstad
- 2006 Hang, Dep,art,ment, Stockholm
- 2007 Charlotte Gyllenhammar, Swarovski Krystalwelten, Wattens, Österrike
- 2008 B-Head, SAK Gallery (Sveriges Allmänna Konstförening), Stockholm,
- 2009 Deformation, Christian Larsen, Stockholm
- 2011 Charlotte Gyllenhammar, House of Sweden, Washington DC, USA
- 2011 Revisit, Wanås Foundation, Knislinge
- 2013 Stenens mun, Carl Eldhs ateljémuseum, Stockholm
- 2014 Natt, Christian Larsen, Stockholm
- 2015 Charlotte Gyllenhammar, Göteborgs konstmuseum, Göteborg
- 2015 Charlotte Gyllenhammar, Västerås konstmuseum, Västerås
- 2016 Charlotte Gyllenhammar, Kristinehamns konstmuseum, Kristinehamn
- 2016/17 Natt, Fotografiska, Stockholm
- 2017 Charlotte Gyllenhammar, Natt och Dag, Munkeruphus Museum, Danmark
- 2018 Charlotte Gyllenhammar, Galleri Hammarén, Göteborg

## Grupputställningar
- 1987 Fyra unga, Galleri Astley Nylén, Uttersberg
- 1987 Fyra unga, Landskrona konsthall, Landskrona
- 1988 SUB 117, (Site specific exhibition in a military shelter), Stockholm
- 1988 Skulptur - 88, Linköpings trädgårdsförening, Linköping
- 1989 Avgång, Millesgården, Stockholm
- 1989 Konstnationalen, Globen, Stockholm
- 1991 Pliable Patience, Royal College of Art, London, Storbritannien
- 1991 Enigma, Göteborgs konstmuseum, Göteborg
- 1992 Identitet, Galleri Enkehuset, Stockholm
- 1992 Dead Darlings, Stockholm Art Fair, Stockholm
- 1993 Nyköp, Moderna Museet, Stockholm
- 1993 Yttervärlden är innervärlden är yttervärlden, Lunds konsthall, Lund
- 1993 Triptyk, (performance), Moderna dansteatern, Stockholm
- 1993 Tre möten med Bror Hjorth, Bror Hjorths hus, Uppsala
- 1993 Udsyn, med Moderna Museet in i 90-talet, National Art Association, Köpenhamn, Danmark
- 1993 Judiska Församlingens 30-årsjubileum, Judiska Församlingen, Stockholm
- 1993 Prix Unesco pour la promotion des arts, Unesco Building, Paris, Frankrike
- 1993 Spelets regler, Kulturhuset/Sergelstorg, Stockholm, (kuratorer: Felix Gmelin & Jan Svenungsson)
- 1994 Jorden, Moderna Museet, Stockholm (kurator: Pontus Hultén)
- 1995 Streets, Helsinki Exhibition Hall, Helsingfors, Finland
- 1996 Carl von, Borås konstmuseum, Borås
- 1998 Start' 98, Kulturhuvudstadsåret, Stockholm (kurator: Mårten Castenfors)
- 1998 Icegarden, Berry House, London, Storbritannien
- (Curator: Michael Tarantino)
- 1999 So Far Away, So Close, Encore, Bruxelles/Espace Méridian, Bryssel, Belgien
- 1999 Officina Europa, Galleria d’Arte Moderna, Bologna, Italien
- 2000 The Estrand Foundation Art Prize, Rooseum konsthall, Malmö
- 2002 Vertigo, Wanås 2002; Ann Hamilton and Charlotte Gyllenhammar, The Wanås Foundation, Knislinge
- 2002 Ur Museets Samling, Västerås konstmuseum, Västerås
- 2002 Extension, Verk från Samlingarna, Magasin III, Stockholm
- 2002 Airborne, Midlanda konsthall, Sundsvall
- 2003 Contemporary Art from Sweden, European Central Bank, Frankfurt, Tyskland
- 2003 Le songe d’ une d’ été, Svenska institutet, Paris, Frankrike (kurator: David Neuman)
- 2004 EgÄntligen Hemma, Riksutställningar: Bohusläns konsthall, Uddevalla; Nacka konsthall, Nacka; Skövde konsthall, Skövde
- 2004 European Space - Sculpture Quadrennial (Representing Sweden), Riga, Lettland
- 2004 Umedalen Skulptur 10th Anniversary, Umedalens skulpturpark, Umeå
- 2004 Dwellan, Charlottenborg Exhibition Hall, Köpenhamn, Danmark
- 2005 Scandinavian Photography 1: Sweden, Faulconer Gallery, Grinell College, Grinell, Iowa, U.S.A.
- 2005 Amory Show, Galleri Charlotte Lund, New York City, U.S.A.
- 2006 Insomnia (inklusive Ann-Sofi Sidén, Hanna Hartman), Konst i Moviken, Hudiksvall
- 2006 Paris Photo – Invitational for the Nordic Countries, Central Exhibition –Photographer Representing Sweden, Carrousel du Louvre, Paris, Frankrike
- 2007 Rock ´n Roll Vol. I, Sørlandet Art Museum, Kristiansand, Norge
- 2007 Rock ‘n Roll Vol .I, Norrköping konstmuseum, Norrköping
- 2007 Charlotte Gyllenhammar, New Art Centre Sculpture Park & Gallery, Roche Court, Wiltshire, Storbritannien
- 2007 Som du ser mig – porträtt från samlingen, Malmö konstmuseum, Malmö
- 2007 Inaugural Exhibition, Teckningsmuseet, Laholm
- 2007 Linnéa, Borås konstmuseum, Borås
- 2008 Swedish Self-Portraits, Mjellby konstmuseum, Halmstad,
- 2008 Borås International Sculpture Festival, Borås,
- 2008 Modern Love, National Museum of Women in the Arts, Washington D.C., USA
- 2008 Give Me Shelter, Attingham Park, Shropshire, Storbritannien
- 2008 State of Mind, Christian Larsen, Stockholm
- 2009 Mythos Kindheit, CCA Andratx in Mallorca, Spanien
- 2009 Mythos Kindheit, Hus für Kunst, Uri, Schweiz
- 2009 Tracking Traces, KIASMA, Helsingfors, Finland
- 2010 Disidentifikation, Göteborgs konsthall, Göteborg
- 2010 Darker than Night, Casino Metropolitano, Mexico City, Mexiko
- 2011 Hang, Fondazione Orsi, Milan, Italien
- 2011 Glasstress 2011, Venice Biennale, Venedig, Italien
- 2012 Platsens själ, Artipelag, Stockholm
- 2013 The water event, Schirn Kunsthalle, Frankfurt, Tyskland
- 2013 The water event, Louisiana Museum of Modern Art, Danmark
- 2014 The water event, Guggenheim Museum Bilbao, Spanien
- 2015 The 10th Shanghai Biennale, China
- 2015 Fashion & Performance, RMIT Design Hub, Melbourne, Australien
- 2015 Du är redan här, Rymd, Stockholm
- 2016 The Garden Party – samtida svensk skulptur, Thielska Galleriet, Stockholm
- 2017 Invigning av monument för Lunds universitets 350-årsjubileum, Lund
- 2017 Alma Löv, Östra Ämtervik, Sweden
- 2017 30th Anniversary NMWA National Museum of Women in The Arts, Washington D.C., USA
- 2017 Like a horse, curator Sophie Mörner, Fotografiska, Stockholm
- 2017 Terrains of the Body:, Whitechapel Gallery, London, Storbritannien
- 2018 Turning Time, Magasin III, Stockholm
- 2018/19 Omvägar, Artipelag, Stockholm
- 2019 Idrottsminnen, Konsthall 16, Riksidrottsmuseet, Stockholm

## Offentliga verk i urval
- 2001 Absorbed, Stockholms universitet, Stockholm
- 2006 På Mattan, Akademiska Hus
- 2004 Ute, brons, Borås
- 2006 Wonder, Foreign Policy Institute, Stockholm
- 2007 Minnesmärke över Raoul Wallenberg, Göteborg
- 2009 Pilgrims altare, Linköping domkyrka, Linköping
- 2012 Studium, Universitetet i Oslo, Norge
- 2014 Mother, Malmö
- 2016 &child, Malmö
- 2017 Meteorit, Lunds universitet, Lund
- 2023 Dö för dig/slå rot, Drottninggatan, Stockholm

## Utmärkelser
- 1993 – Prix Unesco
- 2006 – ledamot i Konstakademien[19]
- 2012 – Prins Eugen-medaljen för framstående konstnärlig gärning[20]

## Filmografi
- 1987 – Fadern, Sonen och Den Helige Ande...

Gyllenhammar innehade rollen som Flickan i Marie-Louise Ekmans film.

## Fotogalleri

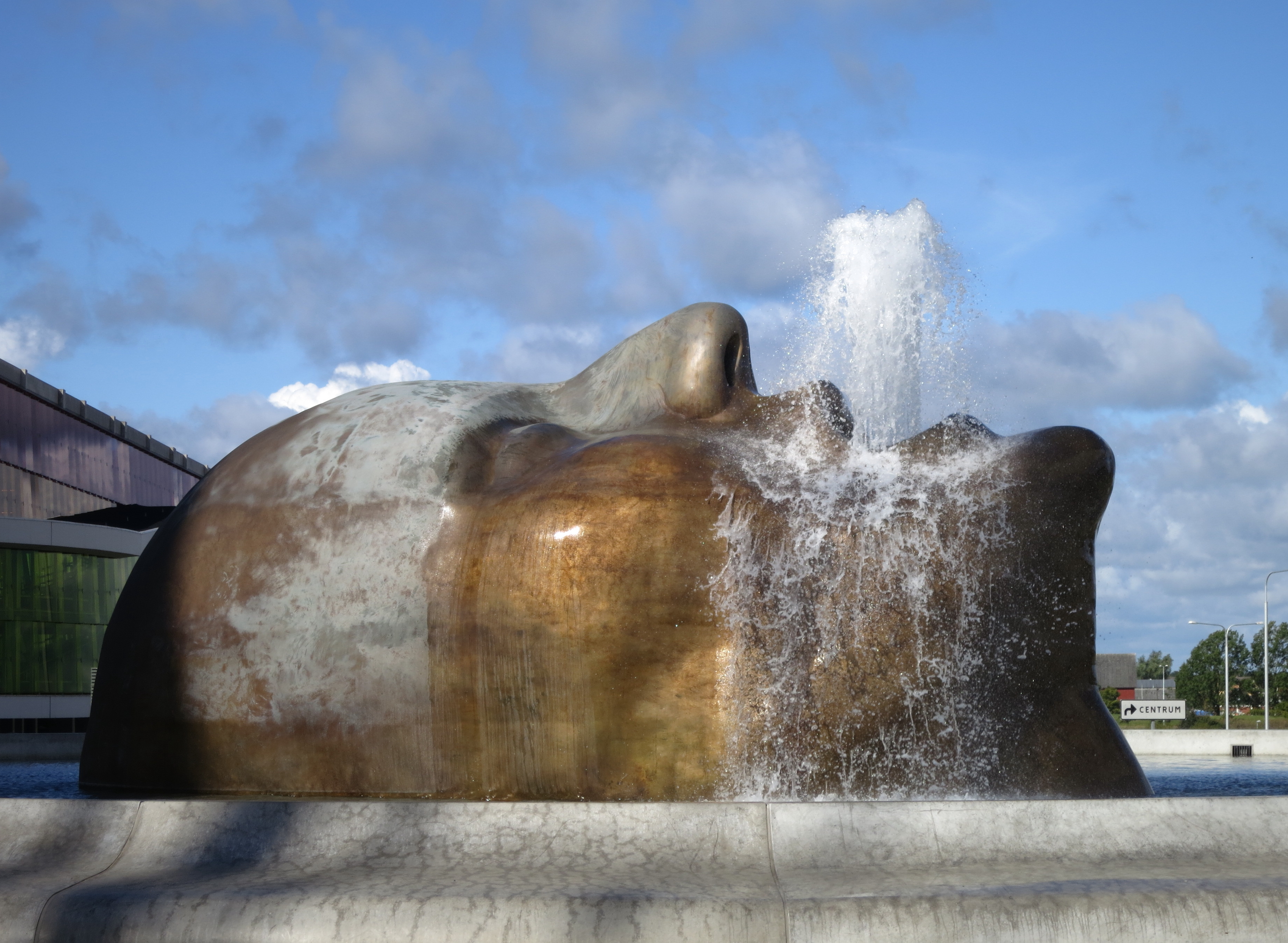
Mother, 2014. Brons, fontän. 5 x 10 x 4,5 m. Bassängen: 30 m i diameter. Uppförd i Hyllie, Malmö.